# Campeonato Mundial de Baloncesto de 1998
El XIII Campeonato Mundial de Baloncesto se disputó en Grecia entre el 29 de julio y el 9 de agosto de 1998, bajo la organización de la Federación Internacional de Baloncesto (FIBA) y la Federación Griega de Baloncesto.
Fue el primer y único torneo desde 1992 en que la selección de Estados Unidos no estuvo formada por jugadores de la NBA. Una huelga obligó a que USA Basketball recurriera a jugadores estadounidenses que actuaban en Europa para formar en pocas semanas un equipo que consiguió una meritoria medalla de bronce.
Yugoslavia resultó la vencedora del torneo. Luego de haber sido vetado de participar en Canadá 1994, obtuvo su cuarto título mundial al imponerse a Rusia en la final; perdiendo nuevamente por segunda ocasión consecutiva el equipo ruso una final del mundo. El campeón logró el boleto directo para los Juegos Olímpicos de Sídney y logró un cupo para participar en el FIBA Diamond Ball 2000, el cual reunía al campeón del Mundo y a los distintos campeones continentales vigentes.

## Sedes
| Atenas,Pireo                               | Atenas,Pireo                                     |
| Marousi, Atenas                            | Neo Fáliro, Pireo                                |
| ------------------------------------------ | ------------------------------------------------ |
| OACA Olympic Indoor Hall Capacidad: 18 700 | Estadio de la Paz y la Amistad Capacidad: 14 776 |
|                                            |                                                  |

## Equipos participantes
| Grupo A | Grupo B     | Grupo C        | Grupo D   |
| ------- | ----------- | -------------- | --------- |
| Grecia  | Yugoslavia  | Lituania       | España    |
| Italia  | Rusia       | Brasil         | Argentina |
| Canadá  | Puerto Rico | Estados Unidos | Australia |
| Senegal | Japón       | Corea del Sur  | Nigeria   |

## Resultados

### Primera fase
| Grupo A |         |         |
| Italia  | 76 - 66 | Senegal |
| Grecia  | 78 - 72 | Canadá  |
| Grecia  | 64 - 56 | Italia  |
| Canadá  | 70 - 57 | Senegal |
| Senegal | 57 - 68 | Grecia  |
| Canadá  | 69 - 79 | Italia  |

| # | Equipo  | Pts | V | D | PF  | PC  | DP  |
| - | ------- | --- | - | - | --- | --- | --- |
| 1 | Grecia  | 6   | 3 | 0 | 210 | 185 | 25  |
| 2 | Italia  | 5   | 2 | 1 | 211 | 199 | 12  |
| 3 | Canadá  | 4   | 1 | 2 | 211 | 214 | -3  |
| 4 | Senegal | 3   | 0 | 3 | 180 | 214 | -34 |

| Grupo B     |         |             |
| Rusia       | 83 - 58 | Japón       |
| Yugoslavia  | 80 - 66 | Puerto Rico |
| Rusia       | 74 - 82 | Yugoslavia  |
| Puerto Rico | 78 - 57 | Japón       |
| Japón       | 54 - 99 | Yugoslavia  |
| Puerto Rico | 73 - 86 | Rusia       |

| # | Equipo      | Pts | V | D | PF  | PC  | DP  |
| - | ----------- | --- | - | - | --- | --- | --- |
| 1 | Yugoslavia  | 6   | 3 | 0 | 261 | 194 | 67  |
| 2 | Rusia       | 5   | 2 | 1 | 243 | 213 | 30  |
| 3 | Puerto Rico | 4   | 1 | 2 | 217 | 223 | -6  |
| 4 | Japón       | 3   | 0 | 3 | 169 | 260 | -91 |

| Grupo C        |         |                |
| Estados Unidos | 83 - 59 | Brasil         |
| Lituania       | 97 - 56 | Corea del Sur  |
| Lituania       | 84 - 82 | Estados Unidos |
| Brasil         | 76 - 73 | Corea del Sur  |
| Corea del Sur  | 62 - 88 | Estados Unidos |
| Brasil         | 62 - 66 | Lituania       |

| # | Equipo         | Pts | V | D | PF  | PC  | DP  |
| - | -------------- | --- | - | - | --- | --- | --- |
| 1 | Lituania       | 6   | 3 | 0 | 247 | 200 | 47  |
| 2 | Estados Unidos | 5   | 2 | 1 | 253 | 205 | 48  |
| 3 | Brasil         | 4   | 1 | 2 | 197 | 222 | -25 |
| 4 | Corea del Sur  | 3   | 0 | 3 | 191 | 261 | -70 |

| Grupo D   |         |           |
| Argentina | 66 - 62 | Australia |
| España    | 80 - 68 | Nigeria   |
| España    | 77 - 76 | Australia |
| Argentina | 68 - 51 | Nigeria   |
| Nigeria   | 64 - 70 | Australia |
| Argentina | 67 - 68 | España    |

| # | Equipo    | Pts | V | D | PF  | PC  | DP  |
| - | --------- | --- | - | - | --- | --- | --- |
| 1 | España    | 6   | 3 | 0 | 225 | 211 | 14  |
| 2 | Argentina | 5   | 2 | 1 | 201 | 181 | 20  |
| 3 | Australia | 4   | 1 | 2 | 208 | 207 | 4   |
| 4 | Nigeria   | 3   | 0 | 3 | 183 | 218 | -35 |

### Segunda fase
| Grupo E     |         |             |
| Yugoslavia  | 95 - 55 | Canadá      |
| Rusia       | 71 - 55 | Italia      |
| Puerto Rico | 64 - 71 | Grecia      |
| Grecia      | 48 - 60 | Rusia       |
| Italia      | 61- 60  | Yugoslavia  |
| Canadá      | 81 - 94 | Puerto Rico |
| Yugoslavia  | 70 - 56 | Grecia      |
| Rusia       | 81 - 72 | Canadá      |
| Puerto Rico | 63 - 68 | Italia      |

| # | Equipo      | Pts | V | D | PF  | PC  | DP  |
| - | ----------- | --- | - | - | --- | --- | --- |
| 1 | Yugoslavia  | 11  | 5 | 1 | 486 | 366 | 120 |
| 2 | Rusia       | 11  | 5 | 1 | 455 | 388 | 67  |
| 3 | Grecia      | 10  | 4 | 2 | 395 | 379 | 16  |
| 4 | Italia      | 10  | 4 | 2 | 395 | 408 | -13 |
| 5 | Puerto Rico | 8   | 2 | 4 | 438 | 443 | -5  |
| 6 | Canadá      | 7   | 1 | 5 | 419 | 473 | -54 |

| Grupo F        |         |                |
| España         | 73 - 63 | Brasil         |
| Argentina      | 74 - 87 | Estados Unidos |
| Australia      | 71 - 61 | Lituania       |
| Lituania       | 84 - 75 | Argentina      |
| Estados Unidos | 75 - 73 | España         |
| Brasil         | 63 - 75 | Australia      |
| España         | 86 - 80 | Lituania       |
| Argentina      | 86 - 76 | Brasil         |
| Australia      | 78 - 96 | Estados Unidos |

| # | Equipo         | Pts | V | D | PF  | PC  | DP  |
| - | -------------- | --- | - | - | --- | --- | --- |
| 1 | Estados Unidos | 11  | 5 | 1 | 511 | 430 | 81  |
| 2 | España         | 11  | 5 | 1 | 457 | 429 | 28  |
| 3 | Lituania       | 10  | 4 | 2 | 472 | 432 | 40  |
| 4 | Argentina      | 9   | 3 | 3 | 436 | 428 | 8   |
| 5 | Australia      | 9   | 3 | 3 | 432 | 427 | 5   |
| 6 | Brasil         | 7   | 1 | 5 | 398 | 456 | -58 |

### Fase final
|  | Cuartos de final | Cuartos de final |                |        | Semifinales    | Semifinales   |  |  | Final          | Final |
|  |                  |                  |                |        |                |               |  |  |                |       |
|  | 07 / 08 / 1998   |                  |                |        |                |               |  |  |                |       |
|  |                  |                  |                |        |                |               |  |  |                |       |
|  | Rusia            | 82               |                |        |                |               |  |  |                |       |
|  | Rusia            | 82               | 08 / 08 / 1998 |        |                |               |  |  |                |       |
|  | Lituania         | 67               |                |        |                |               |  |  |                |       |
|  | Lituania         | 67               | Rusia          | 66     |                |               |  |  |                |       |
|  | 07 / 08 / 1998   |                  | Rusia          | 66     |                |               |  |  |                |       |
|  |                  | Estados Unidos   | 64             |        |                |               |  |  |                |       |
|  | Estados Unidos   | Estados Unidos   | 64             | 80     |                |               |  |  |                |       |
|  | Estados Unidos   |                  | 09 / 08 / 1998 | 80     |                |               |  |  |                |       |
|  | Italia           | 77               |                |        |                |               |  |  |                |       |
|  | Italia           | 77               | Rusia          | 62     |                |               |  |  |                |       |
|  | 07 / 08 / 1998   |                  | Rusia          | 62     |                |               |  |  |                |       |
|  |                  | Yugoslavia       | 64             |        |                |               |  |  |                |       |
|  | Yugoslavia       | Yugoslavia       | 64             | 70     |                |               |  |  |                |       |
|  | Yugoslavia       | 08 / 08 / 1998   |                | 70     |                |               |  |  |                |       |
|  | Argentina        | 62               |                |        |                |               |  |  |                |       |
|  | Argentina        | 62               | Yugoslavia     | 78     | Tercer puesto  | Tercer puesto |  |  |                |       |
|  | 07 / 08 / 1998   |                  | Yugoslavia     | 78     | Tercer puesto  | Tercer puesto |  |  |                |       |
|  |                  | Grecia           | 73             |        |                |               |  |  |                |       |
|  | España           | Grecia           | 73             | 62     | Estados Unidos | 84            |  |  |                |       |
|  | España           |                  |                | 62     | Estados Unidos | 84            |  |  |                |       |
|  | Grecia           | 69               |                | Grecia | 61             |               |  |  |                |       |
|  | Grecia           | 69               |                |        | 61             |               |  |  |                |       |
|  |                  |                  |                |        |                |               |  |  | 09 / 08 / 1998 |       |
|  |                  |                  |                |        |                |               |  |  |                |       |

|                               |
|                               |
| Campeón Yugoslavia 4.º título |

## Galardones y estadísticas
| - MVP : Dejan Bodiroga (YUG) - Máximo anotador : Alberto Herreros (ESP) - 17,9 ppp - Máximo reboteador : José Rafael Ortiz (PUR) - 10,5 rpp - Máximo asistente : Shane Heal (AUS) - 4,5 app | - Quinteto ideal : Vasili Karasev (RUS) Alberto Herreros (ESP) Dejan Bodiroga (YUG) Gregor Fučka (ITA) Željko Rebrača (YUG) |

## Clasificación final
| Posición | Equipo         |
| -------- | -------------- |
| 1        | Yugoslavia     |
| 2        | Rusia          |
| 3        | Estados Unidos |
| 4        | Grecia         |
| 5        | España         |
| 6        | Italia         |
| 7        | Lituania       |
| 8        | Argentina      |
| 9        | Australia      |
| 10       | Brasil         |
| 11       | Puerto Rico    |
| 12       | Canadá         |
| 13       | Nigeria        |
| 14       | Japón          |
| 15       | Senegal        |
| 16       | Corea del Sur  |

## Plantilla de los equipos medallistas
1 Yugoslavia: Dejan Bodiroga, Vlado Šćepanović, Saša Obradović, Nikola Lončar, Dragan Lukovski, Miroslav Berić, Aleksandar Djordjevic, Željko Rebrača, Predrag Drobnjak, Nikola Bulatović, Dejan Tomašević, Milenko Topić (Entrenador: Željko Obradović)
2 Rusia: Vasili Karasev, Valeri Tikhonenko, Sergei Babkov, Mijaíl Mijáilov, Sergei Panov, Vitali Nosov, Igor Kudelin, Zakhar Pashutin, Evgeni Kisurin, Dimitri Domani, Nikita Morgunov, Igor Kurashov (Entrenador: Serguéi Belov)
3 Estados Unidos: Trajan Langdon, Michael Hawkins, Wendell Alexis, Brad Miller, Bill Edwards, Kiwane Garris, Ashraf Amaya, Jason Sasser, Jimmy Oliver, Jimmy King, Gerard King, David Wood (Entrenador: Rudy Tomjanovich)